# 西明寺栗
西明寺栗（さいみょうじぐり）は、秋田県仙北市西木にある西明寺地区特産の大粒のクリ。ルーツは、300年以上前に遡り、関ヶ原の合戦後、秋田藩主となった佐竹義宣公が和栗の原産地である京都の丹波地方や岐阜の養老地方より栗の種を取り寄せ、北浦地方（現在の秋田県仙北市）で栽培を奨励したことにあるとされる。地域団体商標に登録されている。
実の大きさは日本一と言われる。毎年10月頃が収穫の最盛期である。西明寺栗生産出荷組合によると、西明寺栗の生産量は、豊作の年は30t、不作の年は10t程度の収量である。それに対し、農水省統計によると、全国の2011年の栗の収穫量は、1万9,100t程度あり、西明寺栗は、『幻の栗』といえるほど希少なものである。前述の通り、西明寺栗の収穫量・流通量の絶対額が少ないため、必然的に販売される機会や食される機会が少なく、市場において評価をされる機会が少ない状況であった。昨今では、地域の生産者と菓子製造会社がタッグを組み、安心・安全な高品質な栗菓子を大手百貨店を中心に販売している。
現在、西明寺栗で主に栽培されているのは、西明寺栗一号及び西明寺栗二号であり、西明寺栗三号、四号、五号は受粉用とされている。
1975年11月に発行された『広報あきた』No.162号（秋田県広報協会）の記事には、それぞれの品種について以下のように記載されている。